# Medeltidsmuseet
Medeltidsmuseet, tidigare Stockholms medeltidsmuseum, är en museiorganisation inom Stockholms kommun  med uppdrag att berätta om Stockholms uppkomst och medeltida utveckling. Själva museet var beläget på Helgeandsholmen under Riksplan och Norrbro i Stockholm 1986–2023 och vann European Museum of the Year Award 1986. Den 5 november 2023 stängde Medeltidsmuseet under Norrbro med avsikt att i framtiden flytta till Börshuset vid Stortorget i Gamla stan, eftersom Sveriges Riksdag sagt upp hyreskontraktet från slutet av 2024. När det nya Medeltidsmuseet kan flytta in i Börshuset är inte fastställt. I väntan på att flytta in i nya lokaler, avser museet att organisera stadsvandringar och andra evenemang.

## Historik

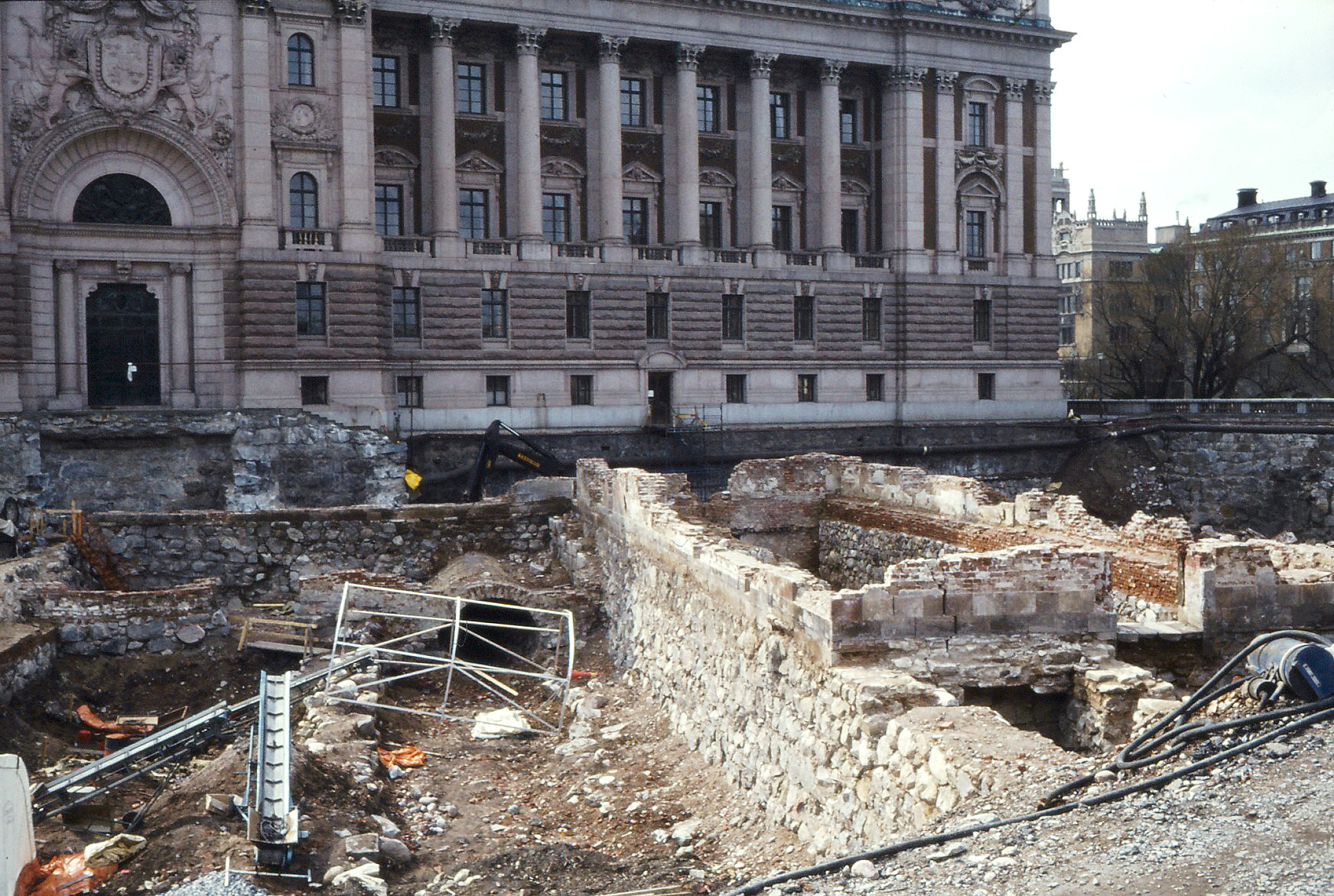
Museet anlades i Riksgropen, här en bild från utgrävningarna, sommaren 1978.

I samband med ombyggnaden av Riksdagshuset på Helgeandsholmen under åren 1978–1983 planerades ursprungligen ett stort garage under Riksplan och arkeologiska undersökningar utfördes. Här uppstod den så kallade Riksgropen. För att bevara de arkeologiska fynden för eftervärlden och göra dem tillgängliga för allmänheten avskrevs garageplanerna och istället beslöt man att bygga ett museum på platsen.  
Medeltidsmuseet byggdes upp av museichef Margareta Hallerdt. Konstnären Kerstin Rydh stod för formgivningen. Arkitekt var AOS Arkitekter genom Torbjörn Olsson. 1986 öppnade Stockholms medeltidsmuseum, som det först hette, och blev en stor publiksuccé. Samma år vann museet European Museum of the Year Award. 
Medeltidsmuseet på Helgeandsholmen byggdes kring tre fasta fornlämningar, som hittades i samband med arkeologiska utgrävningar på platsen under åren 1978–1980. Tre av de största fynden var
- delar av Gustav Vasas stadsmur från 1530
- Helgeandshusets kyrkogård från 1300-talet med sju ton skelett från cirka 2 800 individer
- en "hemlig” gång från tidigt 1700-tal som gick från Kungliga slottet till hovstallet på Helgeandsholmen.

Utställningsytan var 1 750 m² och antalet utställda föremål var omkring 850. Föremålen kom från hela stadsområdet.
Mellan juni 2007 och januari 2010 var Medeltidsmuseet tillfälligt stängt med anledning av en renovering av Norrbro. Under tiden hade museet en tillfällig lokal i Kulturhuset. Den 5 november 2023 stängde Medeltidsmuseet under Norrbro.

## Fornlämningar

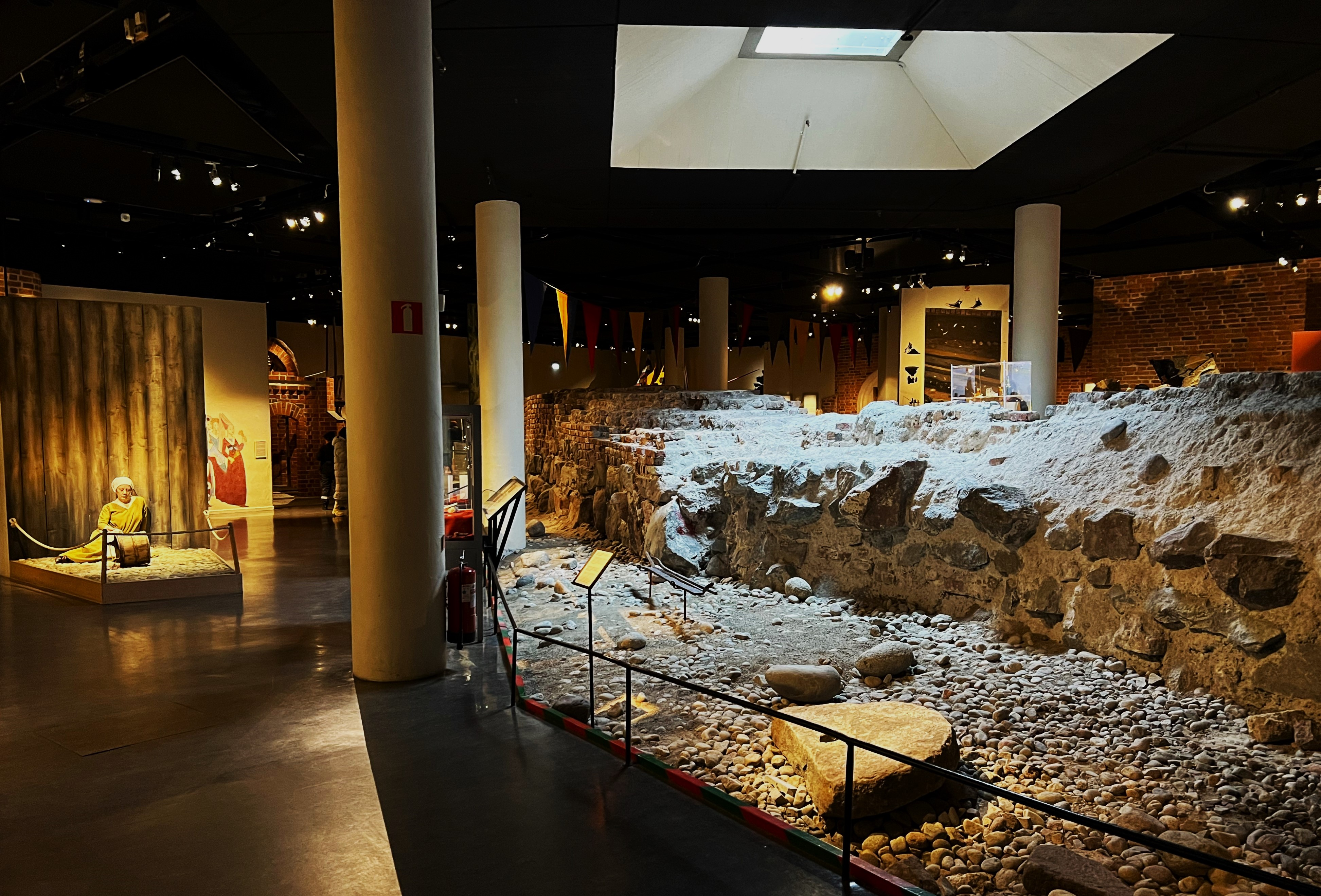
Delar av Gustav Vasas stadsmur
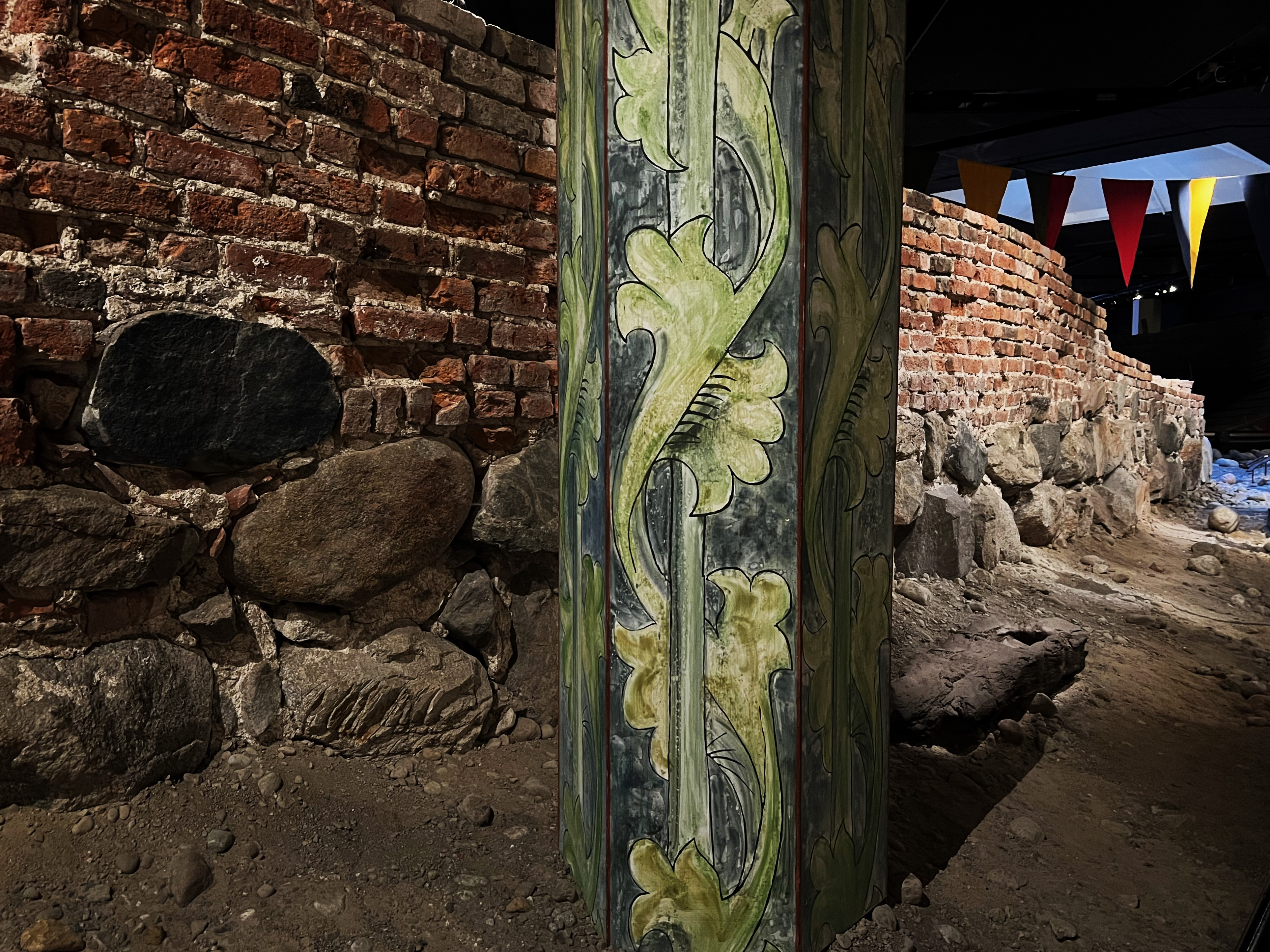
Delar av Gustav Vasas stadsmur
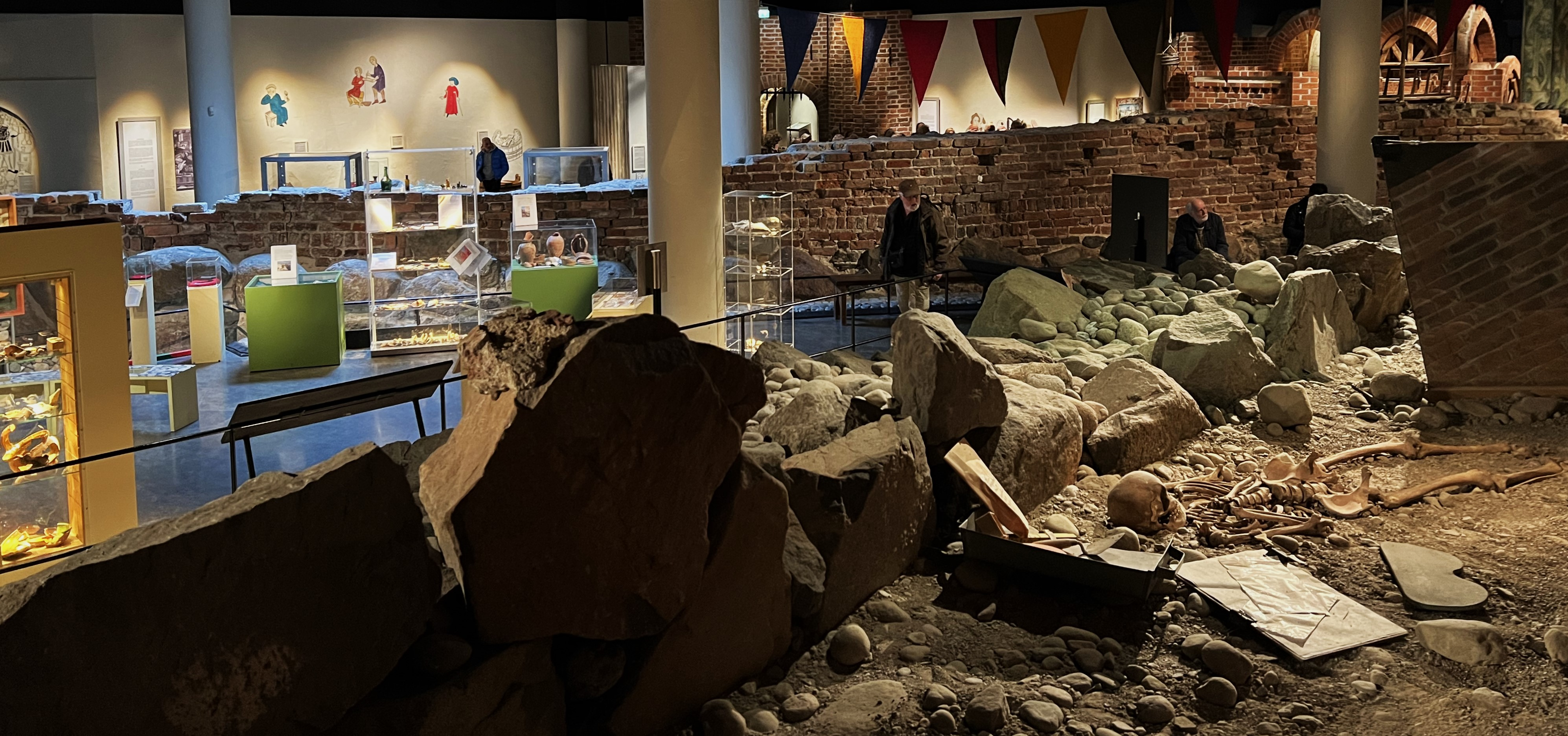
Helgeandshusets kyrkogård
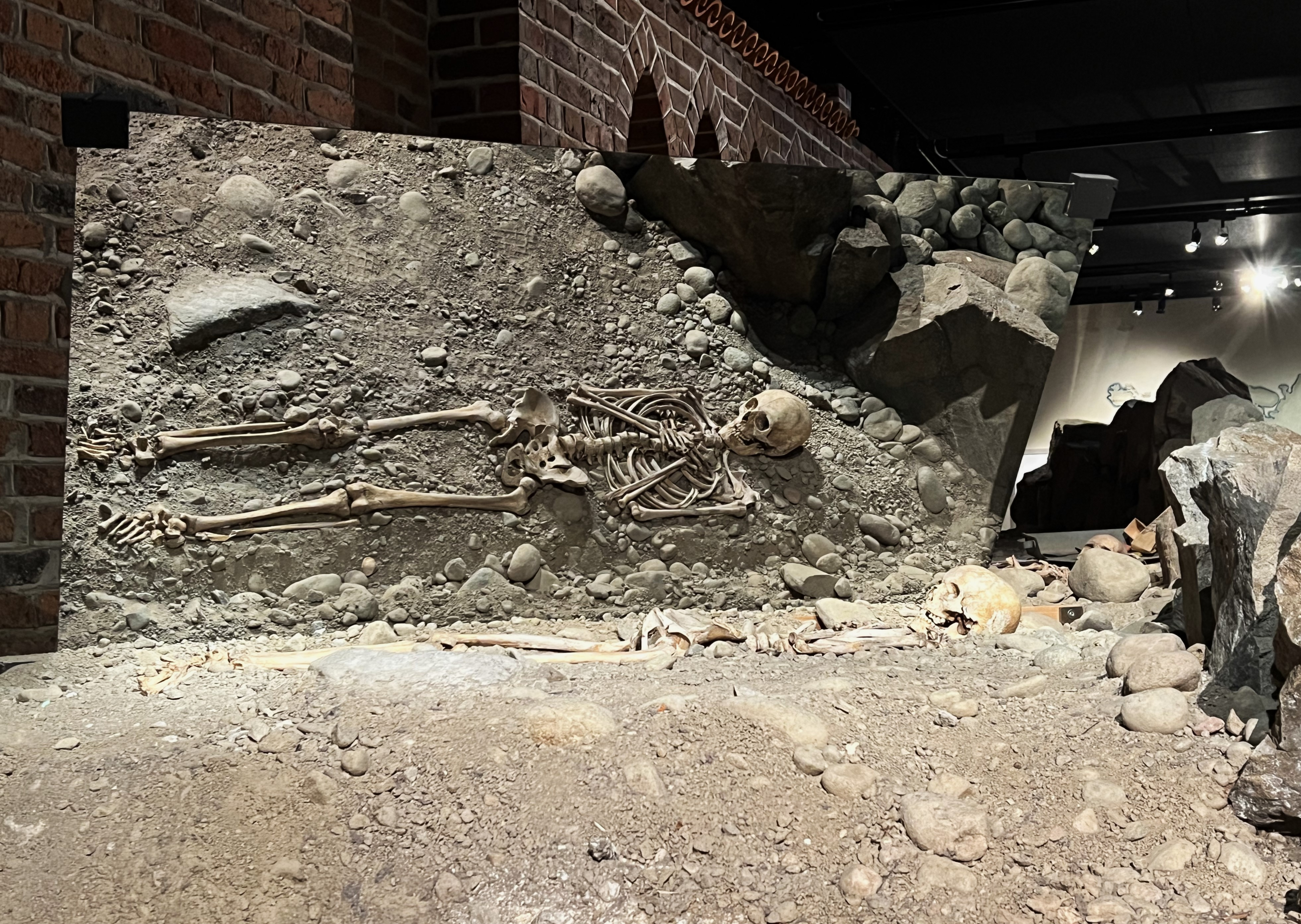
Helgeandshusets kyrkogård
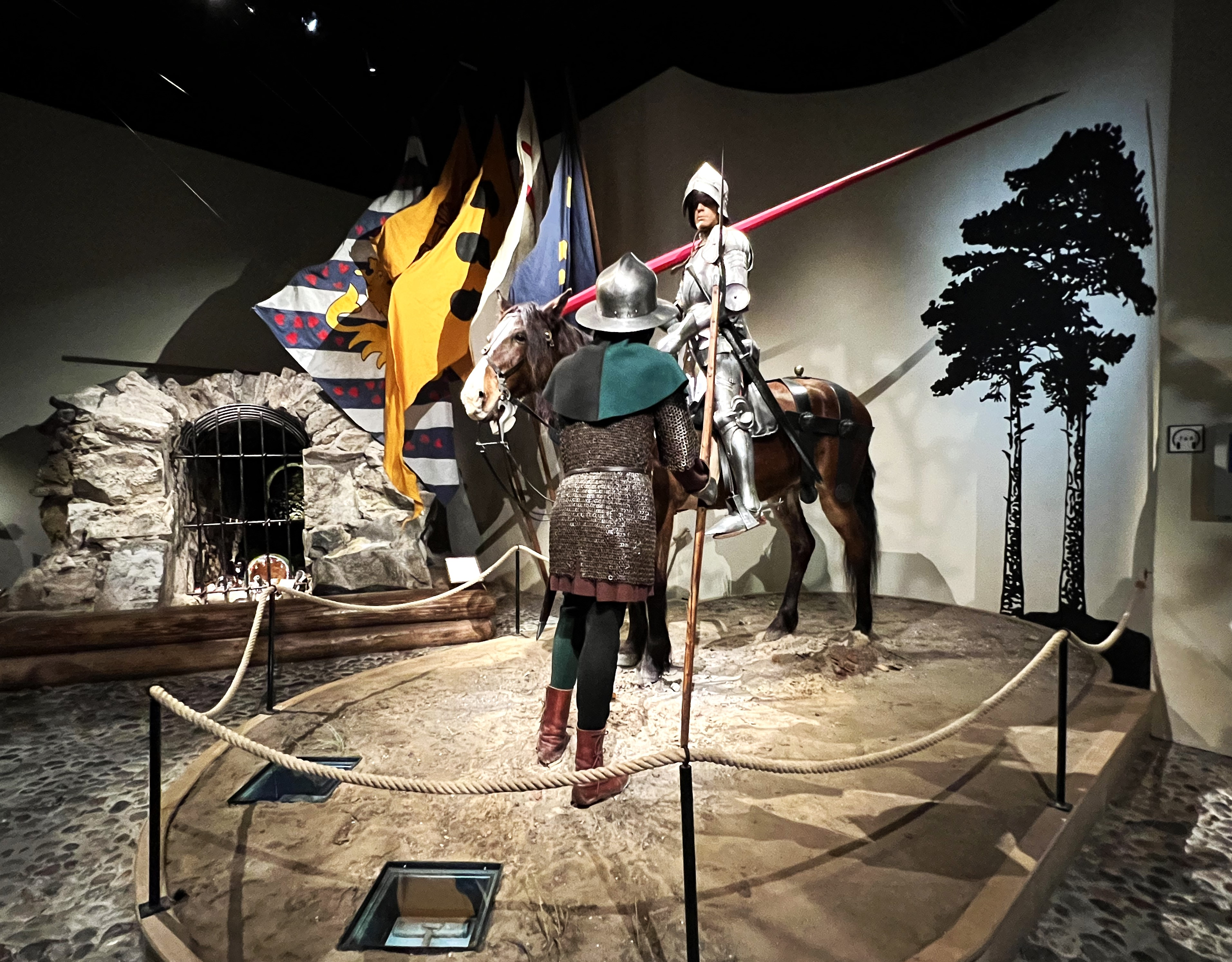
Gången mellan Kungliga slottet och hovstallet på Helgeandsholmen, intill installationen "Ryttaren och soldaten"
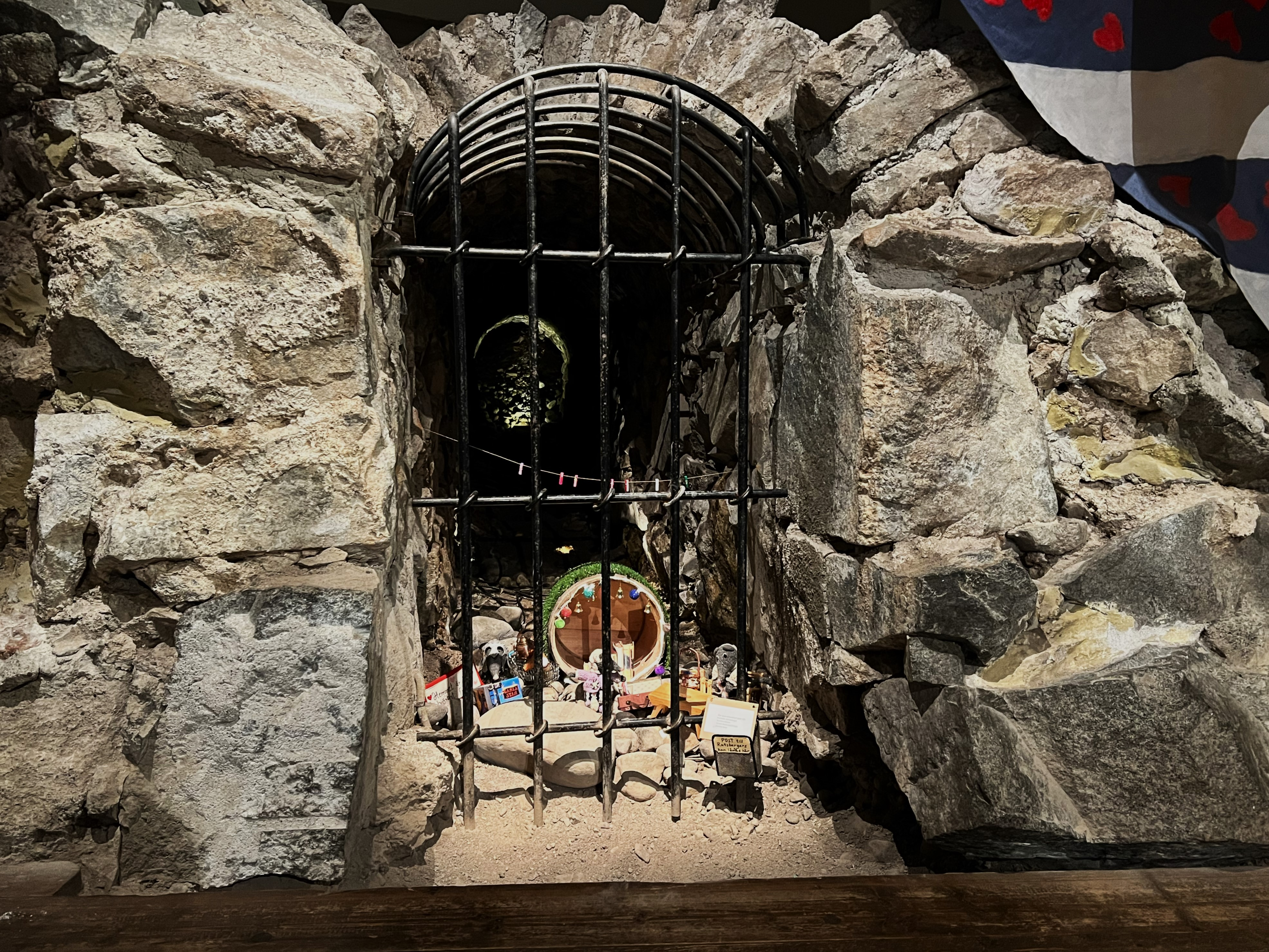
Gången mellan slottet och hovstallet

## Bilder, rekonstruerade miljöer

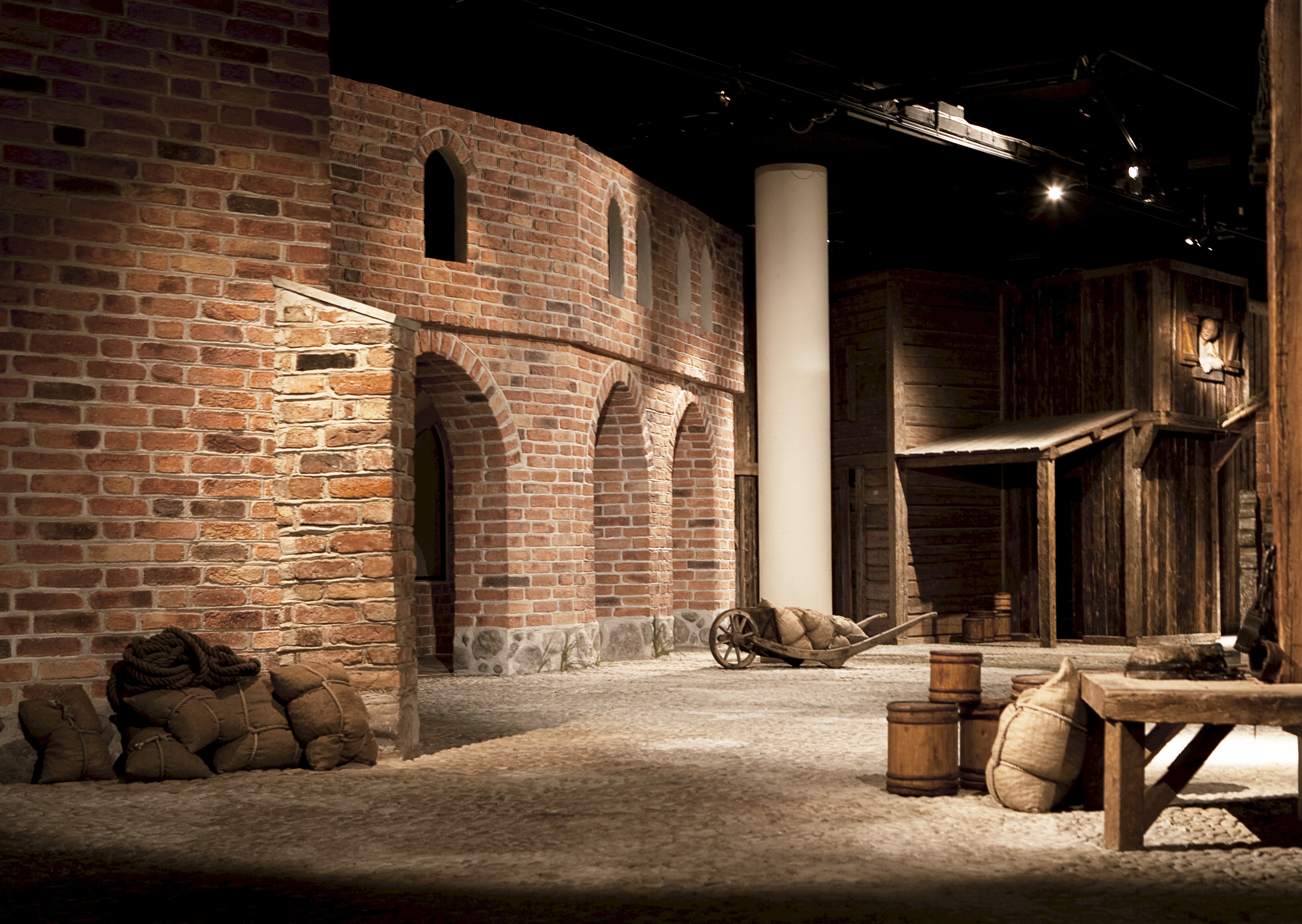
Kyrkan vid torget
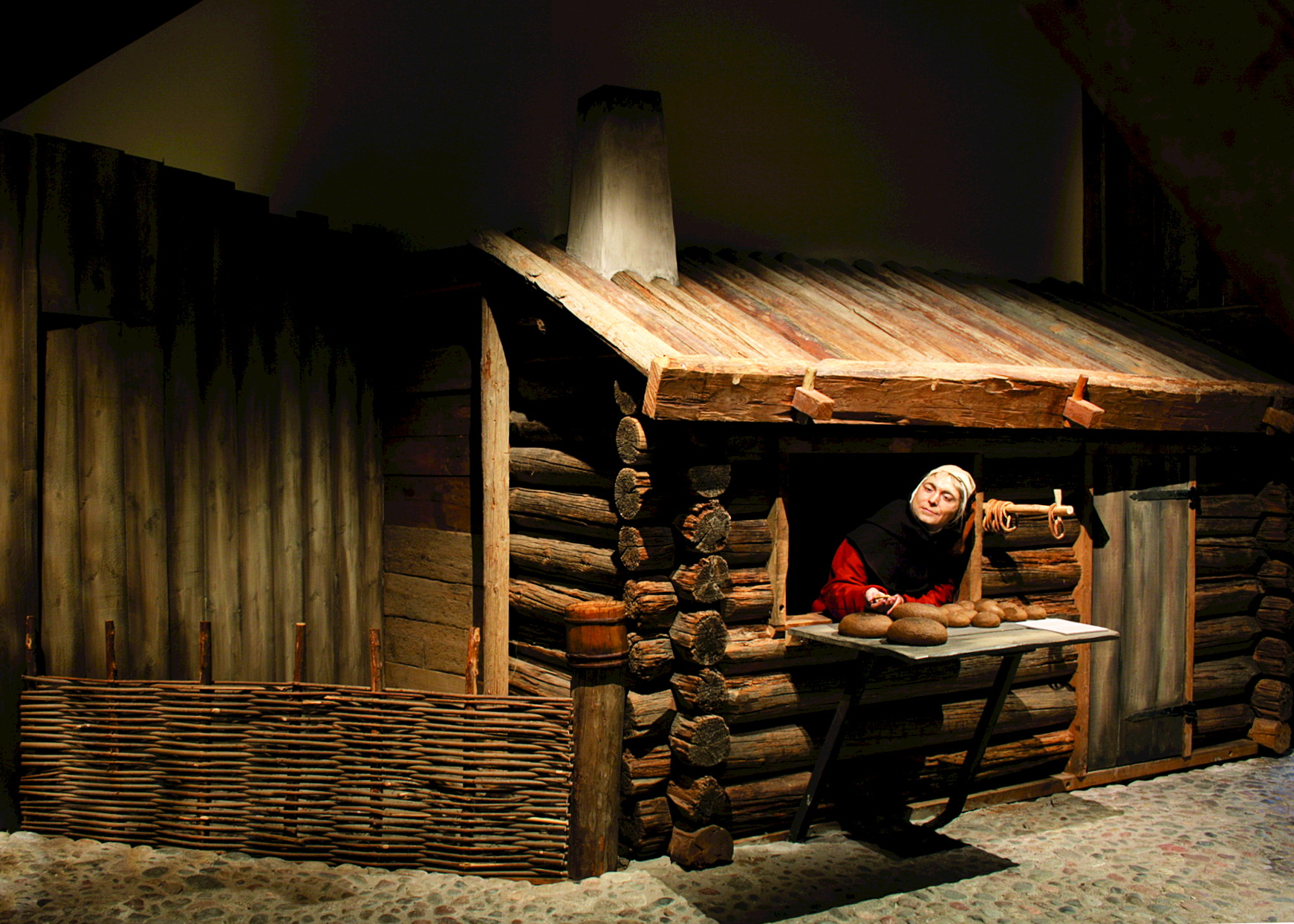
Brödbod
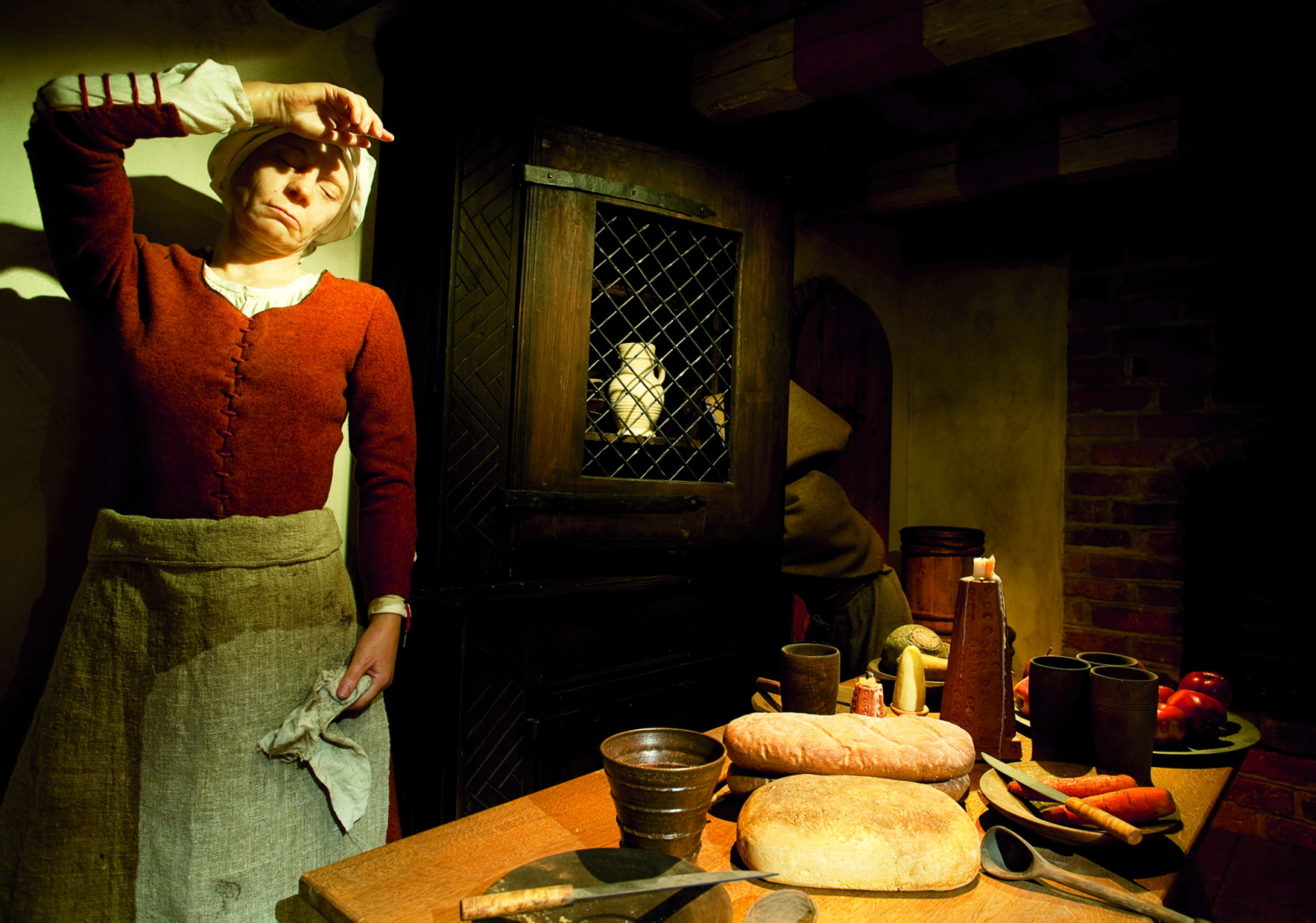
Medeltida krog
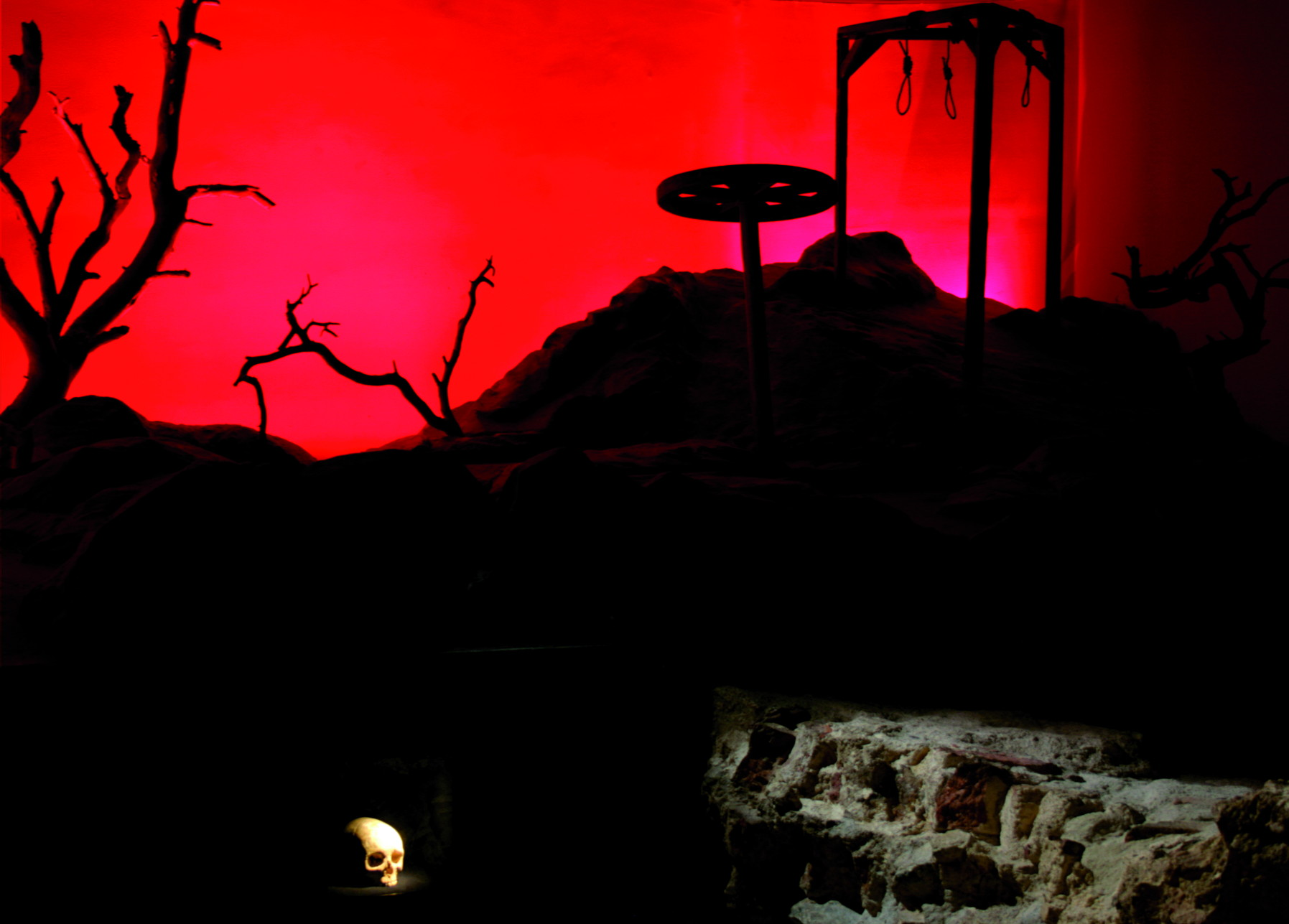
Galgbacken

## Utställningsföremål

### Riddarholmsskeppet
Ett av museets förnämsta utställningsföremål var det över tjugo meter långa Riddarholmsskeppet, ett senmedeltida fartyg som 1930 påträffades vid muddringsarbeten i Riddarholmskanalen utanför sydöstra Riddarholmen. Det var en av de medeltida "bondebåtar" som kom från Mälaren och Stockholms skärgård för att söka hamn vid Riddarholmen. De hade mast och segel och täckt för. Skeppet hade utrustats för Stockholms försvar under 1400-talets senare del. Fyndet var den direkta anledningen till grundandet av Stadsmuseet i Stockholm och är stadsmuseets första registrerade arkeologiska föremål. Fyndet betecknas som det kanske mest betydelsefulla, som gjorts inom Stockholms stads område. Riddarholmsskeppet kommer inte att få plats i Medeltidsmuseets nya, påtänkta lokaler, som kan bli tillgängliga om några år.

### Stadsmuren
En annan attraktion var en cirka 55 meter lång bit av Stockholms stadsmur som grävdes fram mellan 1978 och 1981 i samband med ombyggnaden för Riksdagshuset i Stockholm (se även Riksgropen). 

### Runstenar
På museet fanns runstenen Sö 274, som troligen ursprungligen stått i närheten av Slussen, samt en kopia av U 53, vars original sitter inmurad i en vägg i korsningen Prästgatan/Kåkbrinken i Gamla stan.

## Bilder, utställningsföremål

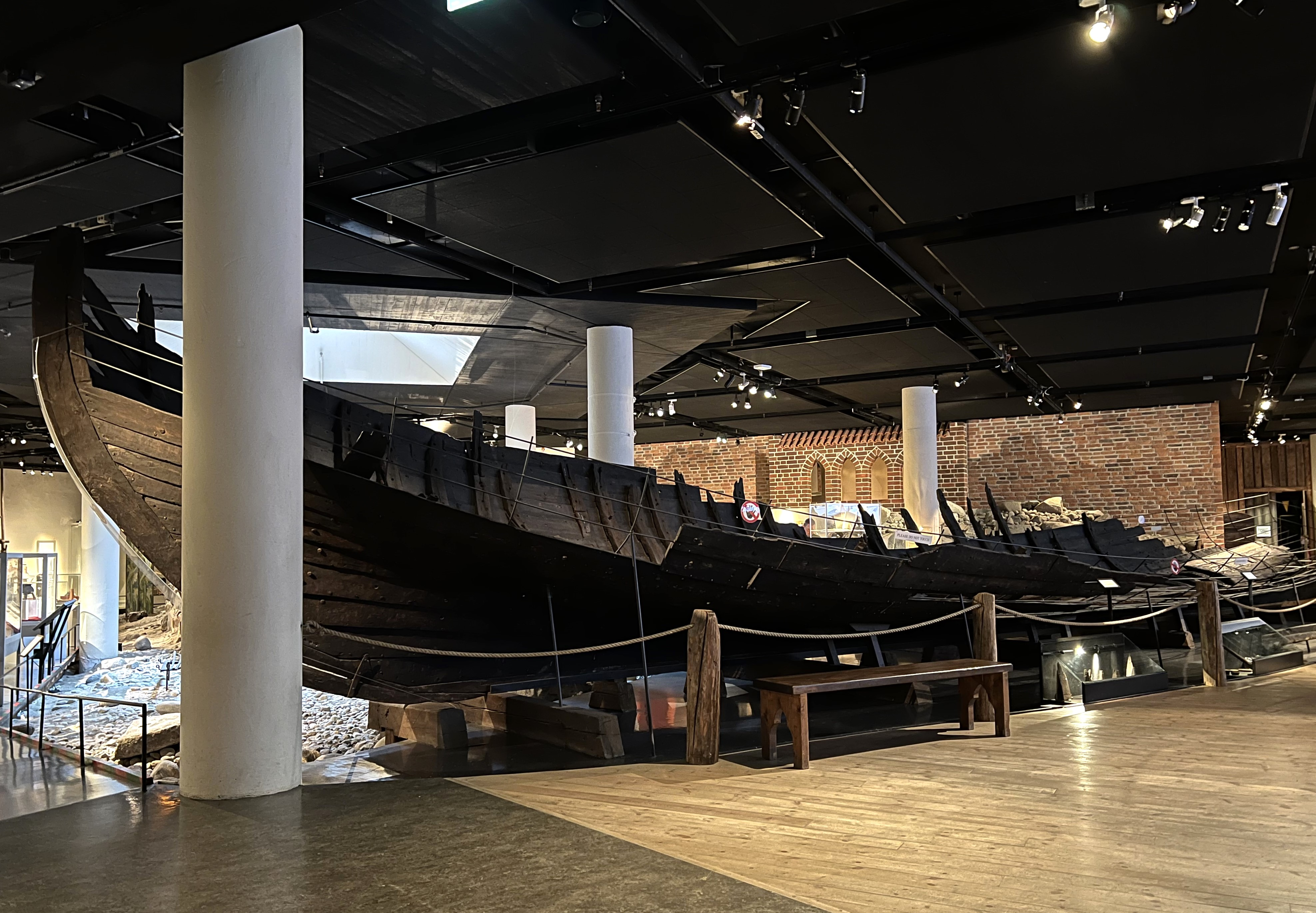
Riddarholmsskeppet
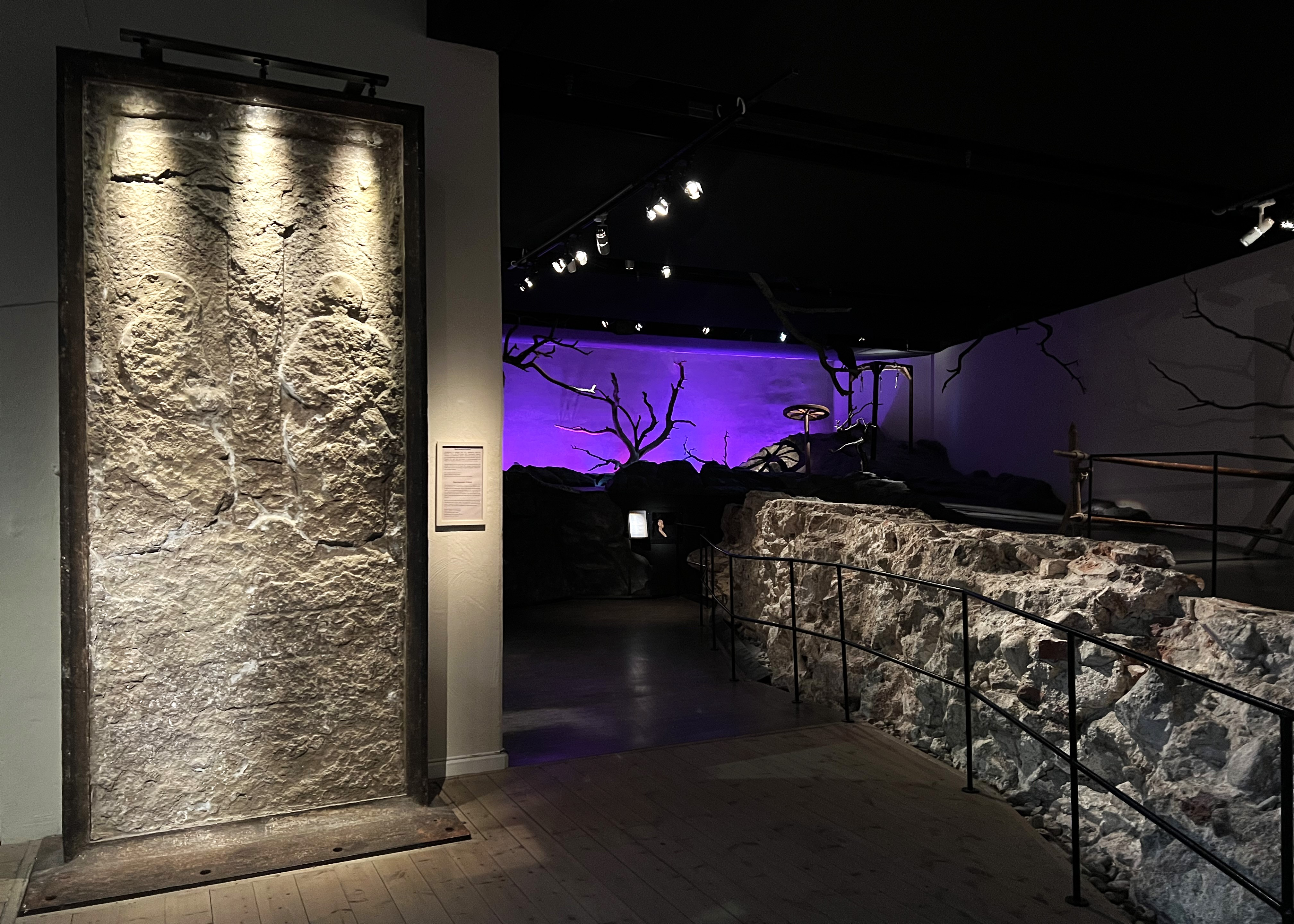
Kalvariesten från 1511 i Medeltidsmuseet, 2023. Stenen stod ursprungligen på Stockholms kalvarieberg. I bakgrunden galgbacken, till höger en del av Gustav Vasas stadsmur från 1530.
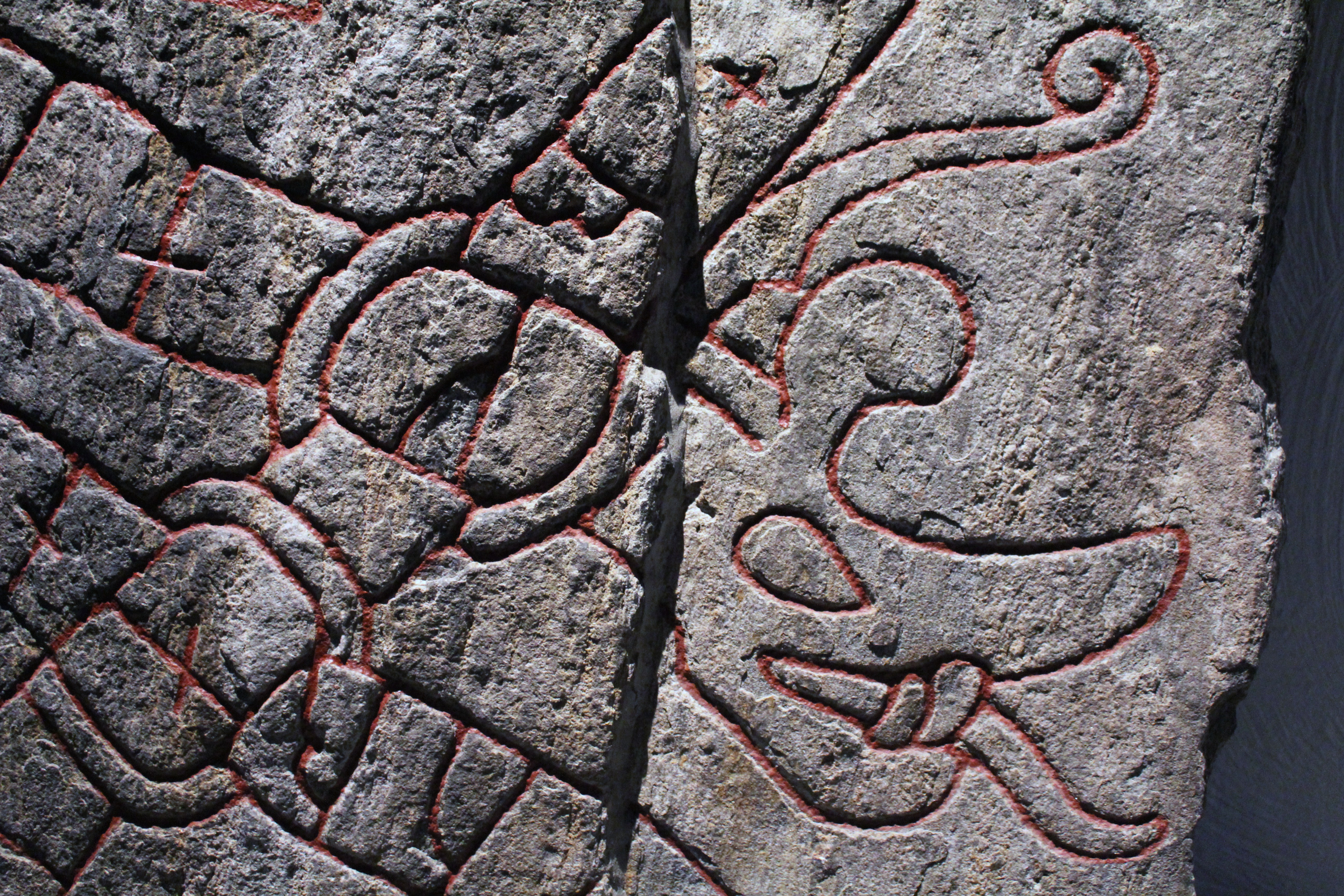
Detalj av runsten Sö 274

## Svartbrödraklostret
I anknytning till museet fanns två välvda källarrum, som bevarats från Svartbrödraklostrets byggnader i kvarteret Venus på Södra Benickebrinken 4 invid Österlånggatan i Gamla stan, vilka ursprungligen antas ha använts som härbärge för vägfarare.

## Stängning

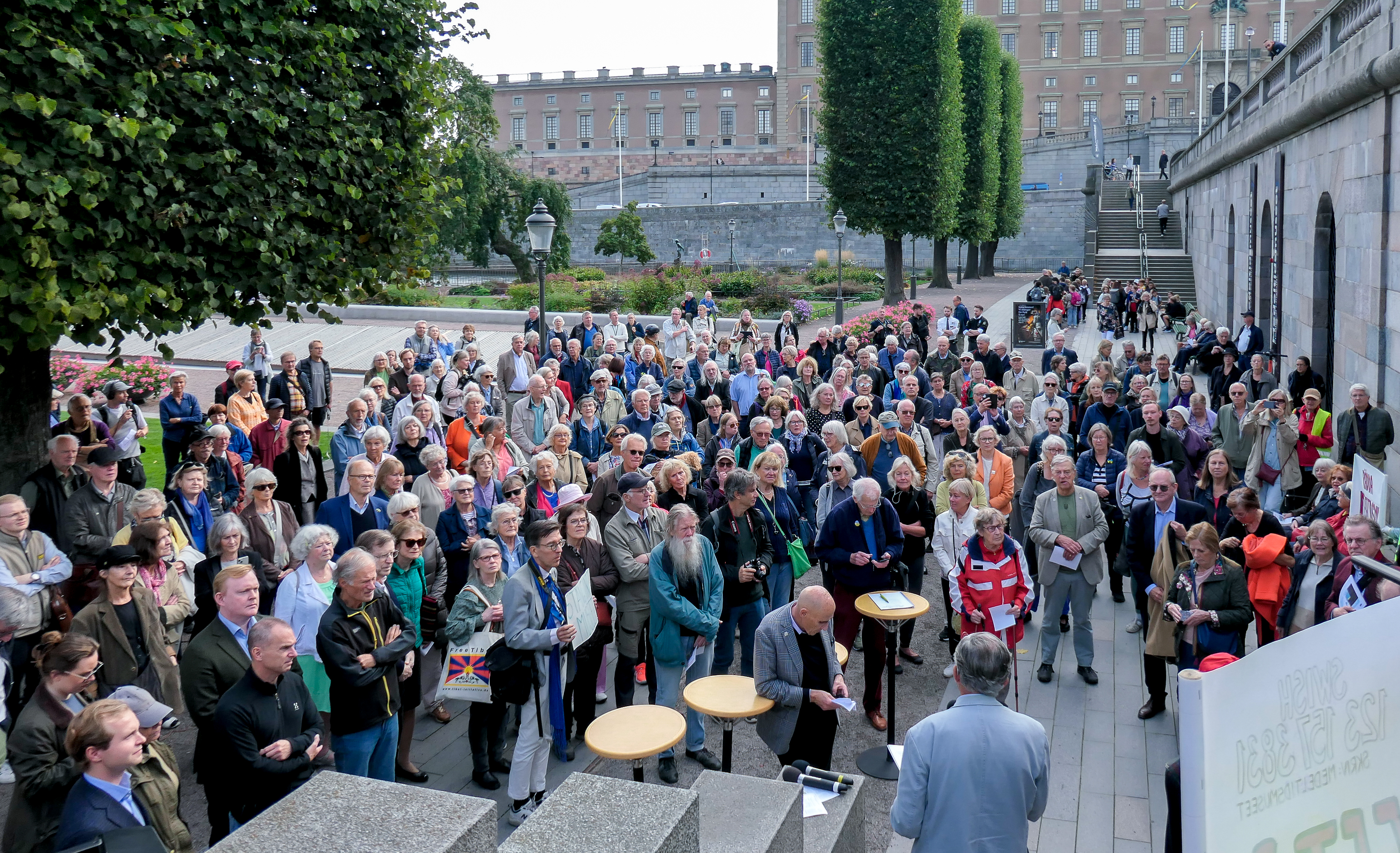
Protestdemonstration den 27 september 2023 utanför Medeltidsmuseet på Strömparterren i Stockholm om planerna att stänga Medeltidsmuseet på obestämd framtid. Bland talarna syns Olle Wästberg, Dennis Wedin och Gabriel Kroon.

Sveriges Riksdag sade vid en icke offentliggjord tidpunkt upp museets hyreskontrakt, varför museet stängs i början av november 2023. Riksdagen avser att bygga om lokalerna för eget bruk.
Museet stängdes i november 2023 på obestämd tid, utan någon konkret plan för möjligt återöppnande. Det har aviserats att museet om ett antal år skulle kunna flytta in i Nobelmuseets lokaler i Börshuset i Stockholm, efter det att Nobelmuseet i en obestämd framtid förväntas ha flyttat in i nya lokaler i en planerad fastighet vid Slussen. Nobelstiftelsen angav 2022 av byggstarten för Nobelcentret skulle kunna bli 2026 med två års byggtid och att invigningen skulle kunna bli 2029.